# Deutsche Verkehrsfliegerschule
La Deutsche Verkehrsfliegerschule, abbreviata DVS (in tedesco Scuola di pilotaggio aereo), era una organizzazione paramilitare clandestina che operava nelle scuole di volo civili in Germania. Venne fondata durante la Repubblica di Weimar a Staaken, Berlino, nel 1925, ma venne successivamente trasferita, nel 1929, sull'aviosuperficie di Broitzem, nei pressi di Braunschweig.

## Storia
La DVS esteriormente appariva come una normale scuola di volo civile a fini commerciali, ma in realtà divenne il mezzo usato dal Partito Nazionalsocialista dei Lavoratori Tedesco (NSDAP) per la formazione dei piloti militari da impiegare nella futura Luftwaffe. Questo centro di formazione crebbe in importanza nelle fasi iniziali della mistificazione del  regime nazista come l'innocua organizzazione (Tarnorganisation), al momento del riarmo della Germania in violazione del trattato di Versailles.
Il 31 maggio 1945, dopo la sconfitta della Germania al termine della seconda guerra mondiale, la zona occupata dai Governatori militare statunitensi emise una legge speciale che proibiva l'esistenza del partito nazista e di tutte le sue estensioni politico-militari. Conosciuta anche con il nome di "Law number five" (in inglese "Legge numero cinque"), questa denazificazione (in tedesco:Entnazifizierung) dichiarò sciolte le Deutsche Verkehrsfliegschule e le loro strutture requisite ed impiegate dalle forze di occupazione. Attualmente, in Germania, esistono alcune scuole di volo che operano sotto lo stesso nome in diverse località del paese, tutte ristabilite nel dopoguerra.